# Wapen van Boornsterhem

Wapen van Boornsterhem

Het wapen van Boornsterhem is het gemeentelijke wapen van de voormalige Friese gemeente Boornsterhem. De beschrijving luidt: 
"Gedeeld van keel en sinopel, over alles heen twee schuingekruiste sleutels, de baarden naar boven en toegewend, vergezeld boven van een klaverblad en beneden van een wassenaar, alles van goud. Het schild gedekt met een gouden kroon van drie bladeren en tweemaal drie parels."

## Geschiedenis
Het wapen werd samengesteld uit elementen van voorgaande gemeenten. De sleutels van Rauwerderhem, het klaverblad van Utingeradeel en de wassenaar van Idaarderadeel. De schildkleuren rood en groen zijn afkomstig van de wapens van Oostergo en Zevenwouden, twee gouwen die het grondgebied van de gemeente beslaan.
Bij Koninklijk Besluit van 10 augustus 1984 werd het wapen aan de gemeente verleend. Op 1 januari 2014 werd de gemeente opgeheven en opgedeeld tussen Leeuwarden, Heerenveen, Súdwest-Fryslân en de nieuwe gemeente De Friese Meren. Geen van deze gemeenten heeft elementen uit het wapen overgenomen.

## Verwante wapens

Wapen van Rauwerderhem
Wapen van Utingeradeel
Wapen van Idaarderadeel
Wapen van Zevenwouden
Wapen van Oostergo